# Symplocos annamensis
Symplocos annamensis är en tvåhjärtbladig växtart som beskrevs av Nooteboom. Symplocos annamensis ingår i släktet Symplocos och familjen Symplocaceae. Inga underarter finns listade i Catalogue of Life.